# دیتر اشروتسنیاک
دیتر اشروتسنیاک (به آلمانی: Dieter Strozniak) بازیکن فوتبال و مدافع اهل آلمان شرقی بود که از سال ۱۹۸۰ میلادی عضو تیم ملی فوتبال آلمان شرقی بوده‌است. وی در ۶ بازی ملی حضور داشته و در بازی‌های ملی‌اش گلی به ثمر نرساند. دیتر اشروتسنیاک آخرین بازی ملی خود را در سال ۱۹۸۲ میلادی انجام داد.